# Mycobacterium canetti
A espécie Mycobacterium canettii é o mais raro e antigo membro associado reconhecível do Complexo Mycobacterium tuberculosis (CMtb) que é responsável por aproximadamente 100 casos notificados de tuberculose em pacientes com exposição na região do Chifre da África 
. Foi primeiramente reportada em 1969 pelo microbiologista francês Georges Canetti, em homenagem ao qual o organismo foi nomeado e descrita em detalhes em 1977 a partir do isolamento de uma nova cepa de um paciente somali de 2 anos de idade com linfodenite .

## Características
A espécie M. canettii não difere da Mycobacterium tuberculosis nos testes bioquímicos, porém em análise da sequência genética do gene 16S RNAr é divergente de todas as cepas do complexo M. tuberculosis  . Apresenta tempo de geração mais curto do que os isolados clínicos de M. tuberculosis e forma colônias lisas e brilhantes, o que é altamente excepcional para o CMtb . Esta é também menos hidrofóbica que a M. tuberculosis o que justifica a maior dificuldade de M. canettii ser transmitida por via aérea, visto que a maior hidrofobicidade está associado a um melhor desempenho na transmissão por aerossóis .

## Infecção

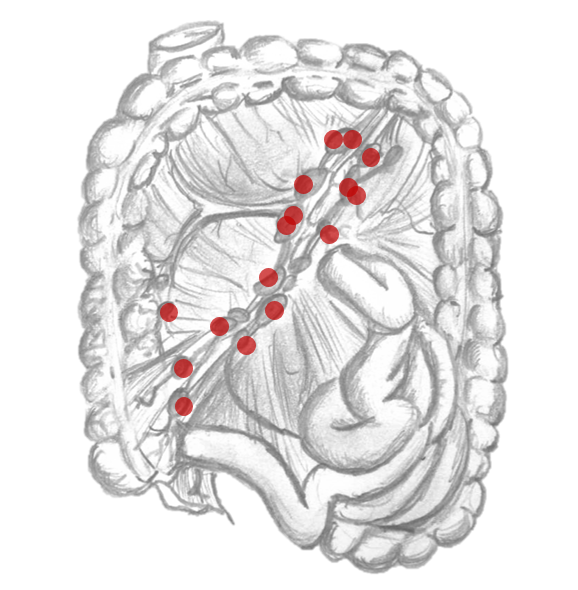
Figura 2 - Modelo de linfonodos mesentéricos infectados por Mycobacterium canettii.

Ademais, é sugerido que essa bactéria seja oportunista e não um patógeno obrigatório, já que os pacientes infectados por M. canettii apresentam formas linfática e pulmonares de tuberculose. Foi relatado, também, que M. canettii  causa tuberculose esofágica, tuberculose mesentérica linfonodal e ascite .
Testes realizados em ratos demonstraram que a M. canetti são transmitidos por via oral, provavelmente por água e alimentos contaminados. As bactéria resistiram por 2 horas a um nível de pH de 2 a 5, escolhidos para imitar o baixo pH do estômago e intestinos murinos . Nos primeiros dias de contaminação, a bactéria atinge os linfonodos mesentéricos, esotraqueal e cervicais do roedores, o que corrobora com a hipótese da contaminação oral. Após alguns dias o foco bacteriano é predominante no pulmão, onde foram encontrados granulomas pulmonares, o que sugere que esse órgão é alvo primário da M. canettii .
Foram demonstrados, através de métodos experimentais de inativação térmica, que o M. canettii sobrevive em temperaturas de até 45 ºC, temperaturas similares ao habitat natural em que estas vivem no Chifre da África. Além disso, a M canettii possui capacidade de sobreviver mais tempo em solo que a M. tuberculosis. Logo pode-se afirmar que a M. canettii possui maior resistência ao ambiente que a M. tuberculosis .
Assim, o conhecimento das diferenças genéticas e adaptativas entre M. canettii e a M. tuberculosis é de suma importância, tendo em vista os significativos casos de tuberculose ocasionada pela M. canettii e os riscos de uma possível disseminação desse patógeno no contexto atual de globalização. 